# Personnages de One: Kagayaku Kisetsu e
 (décembre 2024).
 (décembre 2024).
- Si vous ne connaissez pas le sujet, laissez ce bandeau (vous pouvez alors contacter les auteurs).
- Si vous supprimez le contenu mis en cause (vous pouvez préalablement contacter les auteurs),

argumentez précisément cette suppression dans la page de discussion
(un manque de référence n'est pas un argument ; une recherche réelle de référence doit avoir été effectuée, être formellement documentée).

La liste des personnages de One: Kagayaku Kisetsu e présente les personnages créés par Naoki Hisaya et Jun Maeda et illustrés par Itaru Hinoue pour le visual novel One: Kagayaku Kisetsu e. L'histoire se déroule dans une ville du Japon et suit un garçon nommé Kōhei Orihara, qui rencontre plusieurs filles au lycée et noue des relations avec elles. Cependant, les gens de son entourage, et jusqu'à la fille qu'il aime, commencent alors à l'oublier.
Kōhei Orihara est un lycéen qui mène une vie normale. Il a tendance à faire des farces aux filles qu'il connaît, en particulier son amie d'enfance Mizuka Nagamori, mais au fond il est généralement gentil avec les filles. Mizuka s'occupe beaucoup de lui, et s'inquiète car il pourrait se trouver une petite amie. Kōhei rencontre rapidement une nouvelle élève, Rumi Nanase, dont le but semble être de devenir une « vraie jeune fille », et pour cela, elle se comporte en jeune fille innocente vis-à-vis de son entourage, mais montre son vrai caractère à Kōhei qui lui a fait une mauvaise première impression. Kōhei fait également la connaissance d'une camarade de classe discrète, Akane Satomura, qui n'aime pas ouvrir son cœur aux autres, et quand Kōhei lui propose de l'aider, elle répond simplement « non ».
Kōhei fait également la connaissance, dans la classe supérieure, de l'aveugle Misaki Kawana, qui est très sociable et franche avec tout le monde, et de la muette Mio Kouzuki qui utilise son carnet pour tenir des conversations écrites. Mio appartient au club de théâtre, et même si elle ne peut pas parler, elle est capable de montrer des émotions en utilisant les nombreuses expressions de son visage. La dernière fille que Kōhei rencontre est une collégienne colérique, Mayu Shiina, qui refuse de venir en cours. Le seul ami en qui elle ait jamais eu confiance, un furet nommé Myū, meurt quasiment au moment où elle rencontre Kōhei et les autres personnages.

## Personnages principaux

### Kōhei Orihara
Kōhei Orihara (折原 浩平, Orihara Kōhei), doublé par Kenji Nojima (drama audio), Kishō Taniyama (1er OVA), Sayuri Yoshida (Kōhei enfant dans le 1er OVA)
Kōhei est un élève en deuxième année de lycée, et le héros principal de One: Kagayaku Kisetsu e. Il a perdu ses parents quand il était très jeune, et vit chez sa tante. Il est membre du club de musique du lycée mais ne participe pas aux activités du club. Il fait toujours des farces à son amie d'enfance Mizuka Nagamori et à la nouvelle élève Rumi Nanase, mais au fond il est gentil avec les filles. Après la mort de sa petite sœur, il commence à visiter le « Monde Éternel », un monde parallèle mystique qui est l'un des thèmes principaux du jeu. Au fur et à mesure que le temps passe, son entourage commence lentement à oublier qu'il existe, et il cherche quelqu'un pour sauver son existence. Il finit par confondre ses souvenirs d'enfance de sa sœur et de Mizuka.

### Mizuka Nagamori
Mizuka Nagamori (長森 瑞佳, Nagamori Mizuka), doublée par Mayumi Iizuka (PlayStation), Yūko Minaguchi (drama audio), Ayako Kawasumi (1er OVA), Ayaka Kimura (PC)
Mizuka est l'amie d'enfance et la camarade de classe de Kōhei. Elle soupire beaucoup à cause des farces sans queue ni tête de Kōhei. Elle s'occupe exceptionnellement bien de lui, allant jusqu'à venir chez lui tous les matins pour le réveiller. Elle fait partie de l'orchestre de l'école et joue du violoncelle. Elle adore le lait, au point qu'elle peut en boire tout en mangeant du riz. Mizuka adore les chats et elle en a plusieurs chez elle. Elle a tendance à terminer ses phrases par les termes da yo ou mon, si bien qu'à un moment dans l'histoire, elle est appelée « dayomonienne ». Elle se fait du souci pour Kōhei et craint qu'il se trouve une petite amie. Plus tard dans l'histoire, son double enfantin devient le guide de Kōhei dans le Monde Éternel.

### Rumi Nanase
Rumi Nanase (七瀬 留美, Nanase Rumi), doublée par Chisa Yokoyama (PlayStation), Makiko Ōmoto (drama audio), Haruhi Terada (1er OVA), Chizuru Kusaka (PC)
Rumi est une nouvelle élève, qui vient de changer d'école pour être transférée dans le lycée de Kōhei. Elle faisait autrefois partie d'un club de kendo, mais a dû le quitter parce qu'elle avait des problèmes de hanches. Son but est de devenir une « vraie jeune fille », et pour cela, elle se comporte en jeune fille innocente vis-à-vis de son entourage. Le seul à qui elle révèle son vrai caractère est Kōhei, qui lui fait une mauvaise première impression. Elle n'appartient à aucun club mais elle essaie de se joindre aux activités du club de littérature. Elle aime l'uniforme de son ancienne école, et bien qu'elle ait en sa possession l'uniforme du lycée de Kōhei, elle préfère continuer de porter l'ancien. Elle a du mal à coiffer ses cheveux en couettes.

### Misaki Kawana
Misaki Kawana (川名 みさき, Kawana Misaki), doublée par Satsuki Yukino (PlayStation et drama audio), Machiko Toyoshima (1er OVA), Ayana Sumoto (PC)
Misaki est une élève de la classe supérieure du lycée de Kōhei. Elle a perdu la vue dans un accident quand elle était à l'école primaire. Elle ne prend de précautions ni avec ceux qui sont dans les ténèbres ni avec ceux dont la raison est aveuglée, elle a un caractère sociable et elle est franche avec tout le monde. Sa maison se trouve juste en face du lycée, ce qui lui permet de faire le trajet entre les deux seule. Elle avait l'habitude de jouer près du lycée avant de perdre la vue, elle y est donc habituée. C'est une grosse mangeuse, en particulier dans une scène où elle mange une part de curry pour plusieurs personnes à la cafétéria. Elle vient souvent au club de théâtre pour aider sa meilleure amie Yukimi Miyama.

### Mio Kouzuki
Mio Kouzuki (上月 澪, Kōzuki Mio)), doublée par Masumi Asano (1er OVA)
Mio est une élève muette, mais dont le visage a de nombreuses expressions. Comme elle ne peut pas parler, elle utilise un carnet pour tenir des conversations par écrit. Elle appartient au club de théâtre avec Yukimi Miyama. Lorsqu'elle a des rôles muets, elle les joue très bien. Elle est du genre dojikko, un stéréotype d'anime correspondant à une fille mignonne. En plus du carnet qu'elle utilise, elle a un autre carnet qu'elle garde comme un trésor.

### Mayu Shiina
Mayu Shiina (椎名 繭, Shiina Mayu), doublée par Ikue Ōtani (PlayStation), Mika Kanai (1er OVA), Miya Serizono (PC)
Mayu est une collégienne colérique qui refuse d'aller en cours. Le seul ami en qui elle pouvait avoir confiance, un furet nommé Myū, est mort vers le moment où elle rencontre Kōhei et les autres personnages. Dès que quelque chose de mauvais lui arrive, elle crie le nom de son furet et pleure sans pouvoir se contrôler. Afin de l'aider à grandir, Kōhei décide de l'intégrer à son groupe de camarades. Son plat préféré est un hamburger de teriyaki. Elle aime aussi tout ce qui est long comme un furet, et s'attache à des choses comme les longues couettes de Rumi ou des serpents en peluche.

### Akane Satomura
Akane Satomura (里村 茜, Satomura Akane), doublée par Akiko Nakagawa (PlayStation), Wakana Yamazaki (drama audio), Sayuri Yoshida (1er OVA), Miru (PC)
Akane est une fille silencieuse qui est dans la classe de Kōhei. Elle le rencontre un jour de pluie, alors qu'elle attendait seule sur une place vide. Son ami d'enfance dont elle était amoureuse, Tsukasa, a disparu vers le Monde Éternel à cet endroit. Depuis, elle continue de l'y attendre les jours de pluie, sous un parapluie rose, en espérant son retour. Elle aime cuisiner et préparer ses bentō. Elle n'aime pas ouvrir son cœur aux autres, et à chaque fois que Kōhei essaie de faire quelque chose pour elle, elle répond simplement « non ». La seule personne à qui elle peut parler normalement est Shiiko. Elle est très douce et aime tirer ses longs cheveux ensemble.

## Personnages secondaires

### Maki Hirose
Maki Hirose (広瀬 真希, Hirose Maki), doublée par Tomoko Kawakami (PlayStation)
Maki est une camarade de classe de Kōhei qui traîne toujours avec Rumi.

### Yukimi Miyami
Yukimi Miyami (深山 雪見, Miyami Yukimi), doublée par Ayako Kawasumi (PlayStation), Kyoko Hikami (1er OVA), Aoi Kamizuki (PC)
Yukimi est l'amie d'enfance de Misaki et la présidente du club de théâtre du lycée. Elle soutient toujours Misaki quoi qu'il arrive, mais Misaki a eu cependant une bonne raison de la traiter de « personne atroce ». Elle crée pour Mio des rôles spéciaux, qui lui permettent de participer aux pièces sans parler.

### Kaho Shiina
Kaho Shiina (椎名 華穂, Shiina Kaho)
Kaho est la belle-mère de Mayu. Dans la version originale du jeu, elle n'avait pas de nom, mais un fan a proposé ce nom qui a été officiellement retenu par la suite.

### Shiiko Yuzuki
Shiiko Yuzuki (柚木 詩子, Yuzuki Shiiko), doublée par Omi Minami (PlayStation), Miki Nagasawa (drama audio), Akiko Yajima (1er OVA), Miruku Uchimura (PC)
Shiiko est l'amie d'enfance d'Akane. Elle va dans un autre lycée, mais elle commence à se montrer au lycée de Kōhei car elle ne voit plus Akane. Elle s'inquiète de voir Akane déprimée. Elle est très nerveuse et n'hésite pas à se montrer au lycée de Kōhei pendant l'étude ou même pendant la cérémonie de fin d'année, en prenant pour excuse qu'il y a d'autres élèves qui ne portent pas l'uniforme de l'établissement, c'est-à-dire Rumi Nanase. Elle était aussi amie avec Tsukasa, l'ami d'Akane, mais quand il est parti vers le Monde Éternel, elle l'a complètement oublié. Elle s'oppose à Kōhei à plusieurs reprises.

### Mamoru Sumii
Mamoru Sumii (住井 護, Sumii Mamoru), doublé par Daisuke Sakaguchi (drama audio), Ayumu Nakazawa (PC)
Mamoru est un camarade de classe de Kōhei, il aime les événements spéciaux et est très doué pour tuer le temps en cours. Il passe les vacances d'hiver chez Kōhei, et il est paresseux.

### Misao Orihara
Misao Orihara (折原 みさお, Orihara Misao), doublée par Hisayo Mochizuki (1er OVA), Midori Hayase (PC)
Misao est la petite sœur de Kōhei. Elle est morte d'une maladie, dont une description donnée au milieu de l'histoire suggère qu'il pourrait s'agir d'un cancer. Sa mort déclenche chez Kōhei le souhait de trouver le Monde Éternel.

### Yukiko Kosaka
Yukiko Kosaka (小坂 由起子, Kosaka Yukiko)
Yukiko est la tante de Kōhei. Elle l'accueille chez elle depuis la mort de ses parents. Elle est très prise par son travail qui l'oblige à partir tôt le matin et à rentrer tard le soir, si bien qu'elle n'est jamais vraiment montrée dans le jeu. Il y a cependant une scène où elle et Kōhei se bousculent.

### Shun Hikami
Shun Hikami (氷上 シュン, Hikami Shun), doublé par Sōichirō Hoshi (1er OVA), Arashi Tsunami (PC)
Shun est un membre caché du club de musique de Kōhei. Il plonge Kōhei dans la confusion par ses paroles et ses actes mystérieux, mais ce qu'il dit pourrait contenir des indices à propos du Monde Éternel.

## Personnages supplémentaires
Ces personnages ne font pas partie du jeu original, mais ont été ajoutés soit dans la version PlayStation, soit dans les drama audio.

### Natsuki Shimizu
Natsuki Shimizu (清水 なつき, Shimizu Natsuki), doublée par Yuka Imai (PlayStation)
Natsuki n'apparaît que dans le portage du jeu sur PlayStation. Elle est sauvée par Kōhei d'un accident de voiture. Depuis lors, elle le considère comme un grand frère et l'appelle onii-chan (« grand frère » en japonais).

### Tsukasa Jōjima
Tsukasa Jōjima (城島 司, Jōjima Tsukasa), doublé par Hikaru Midorikawa (drama audio)
Tsukasa apparaît uniquement dans les romans publiés par Movic et les drama audio. C'est l'ami d'enfance d'Akane qui a disparu dans le Monde Éternel. Akane était amoureuse de lui, mais il a disparu alors qu'il recherchait son ancienne enseignante morte.

### Saeko Nanjō
Saeko Nanjō (南条 紗江子, Nanjō Saeko), doublée par Eriko Fujimaki (drama audio)
Saeko apparaît uniquement dans les drama audio. Elle était professeur de sciences sociales au collège où étaient Akane et ses amis. Elle avait beaucoup d'admirateurs à l'école, en particulier Tsukasa. Cependant, elle est morte jeune, ce qui l'a abattu. Cet événement a également amené Akane à fermer son cœur aux autres.